# Copa Amazonas de Futebol de 1954
O Torneio Quadrangular de Manaus de 1954 ou Taça Amazonas foi um torneio de caráter oficial realizado pela Federação Amazonense de Desportos Atléticos para suprir a necessidade de jogos dos clubes de Futebol do Amazonas. O torneio foi vencido pelo América.

## Participantes
O torneio foi disputado por quatro clubes, todos da cidade de Manaus. Eram os clubes considerados melhor-qualificados do Campeonato Amazonense de Futebol.

## Jogos

### Primeiro Turno
- 11 de Julho de 1954 - América 1x1 Olímpico
- 18 de Julho de 1954 - Fast Clube 3x0 Nacional
- 25 de Julho de 1954 - Olímpico 2x1 Fast Clube
- 1º de Agosto de 1954 - América 2x1 Nacional
- 8 de Agosto de 1954 - Olímpico 2x0 Nacional
- 15 de Agosto de 1954 - América 3x0 Fast Clube

Desempate
- 22 de Agosto de 1954 - América 1x1 Olímpico
- 29 de Agosto de 1954 - América 3x1 Olímpico

América classificado para a final.

### Segundo Turno
- 5 de Setembro de 1954 - Nacional 3x3 Fast Clube
- 12 de Setembro de 1954 - América 2x0 Olímpico
- 19 de Setembro de 1954 - Fast Clube 2x0 Olímpico
- 26 de Setembro de 1954 - América 6x2 Nacional
- 10 de Outubro de 1954 - Nacional 0x0 Olímpico
- 17 de Outubro de 1954 - Fast Clube 2x1 América

Fast Clube classificado para a final.

## Final
- 31 de Outubro de 1954 - América 2x0 Fast Clube
- 7 de Novembro de 1954 - Fast Clube 4x0 América
- 28 de Novembro de 1954 - América 4x3 Fast Clube

América campeão.